# MxPx (album)
MxPx è il decimo album in studio della band pop punk statunitense MxPx pubblicato nel 2018.
Un mese prima dell'uscita dell'album, gli MxPx hanno pubblicato il video musicale di "Let's Ride". È stata pubblicata anche un'edizione deluxe del disco, contenente la tracklist originale insieme a quattro brani bonus e versioni acustiche di cinque delle tracce originali.

## Tracce
1. Rolling Strong – 2:28
2. All Of It – 2:14
3. Friday Tonight – 3:28
4. Let's Ride – 3:25
5. Uptown Streets – 3:11
6. 20/20 Hindsight – 2:24
7. The Way We Do – 2:44
8. Life Goals – 2:23
9. Pipe Dreams – 2:41
10. Disaster – 2:22
11. Moments Like This – 3:03